# Ptygura crystallina
Ptygura crystallina is een raderdiertjessoort uit de familie Flosculariidae. De wetenschappelijke naam van deze soort is voor het eerst geldig gepubliceerd in 1834 door Ehrenberg.